# Dominionismo
Dominionismo es un término usado para describir la filosofía de cristianos conservadores políticamente activos que, según se cree, buscan ejercer influencia o control sobre el gobierno civil secular a través de la acción política, especialmente en los Estados Unidos, y cuyo objetivo es el establecimiento de una nación gobernada por cristianos, o de una nación gobernada por una comprensión cristiana conservadora de la ley bíblica.
El uso y la aplicación de esta terminología es controvertida y existe un debate en curso acerca de la utilidad de este término.

## Origen y uso del término
Aunque dominionismo se utiliza de maneras distintas, la mayoría de usos se origina directa o indirectamente de un pasaje de la Biblia específico de la versión del Rey Jacobo (King James):

Y bendijo Dios [a Adán y Eva], y Dios les dijo: "Sed fecundos y multiplicaos, y llenad la tierra, y sojuzgadla, y dominad sobre los peces del mar, y sobre las aves del aire, y sobre todas las bestias que se mueven sobre la tierra. " - Génesis 1:28 (KJV)

Los cristianos suelen interpretar este versículo en el sentido de que Dios dio a la humanidad la responsabilidad sobre la Tierra, aunque los teólogos no están de acuerdo sobre la naturaleza y el alcance de ese "dominio".

### Teología Del Dominio
La Teología del Dominio es una agrupación de sistemas teológicos con la creencia común de que la ley de Dios, según está codificado en la Biblia, es lo único que, con la exclusión de la ley secular, debe regir la sociedad, un punto de vista también conocido como teonomía. La formulación moderna más importante de la Teología del Dominio es el Reconstruccionismo Cristiano, fundado por R. J. Rushdoony en la década de 1970. Los propios reconstruccionistas utilizan la palabra dominionismo  para referirse a su creencia de que sólo los cristianos deben controlar el gobierno civil, llevándolo a cabo de acuerdo a la ley bíblica.
Aunque muchos autores han descrito tal influencia (en particular del Reconstruccionismo),los adeptos absolutos al Reconstruccionismo son pocos y son marginados entre los cristianos conservadores. Dave Hunt, Hal Lindsey, y Thomas Ice critican específicamente al Reconstruccionismo a partir de un punto de vista Cristiano, no estando de acuerdo en sus argumentos teológicos con sus elementos teocráticos, así como su Calvinismo y postmilenialismo. J. Ligon Duncan, Sherman Isbell,Vern Poythress,Robert Godfrey,y Sinclair Ferguson analizan al Reconstruccionismo como calvinistas conservadores, principalmente dando una crítica teológica de sus elementos teocráticos.
Los científicos sociales han utilizado la palabra "dominionismo" para referirse a la adhesión a una plena Teología del Dominio y/o Reconstruccionismo Cristiano, y este uso no es motivo de controversia.

### Dominionismo como un movimiento más amplio
A principios de 1990 la socióloga Sara Diamond
y el periodista Frederick Clarkson
definieron dominionismo  como un movimiento que, al incluir Teología del Dominio y Reconstruccionismo como subconjuntos, es mucho más amplio en su alcance, extendiéndose a gran parte de la Derecha Cristiana
En su estudio de 1992 de la Teología del Dominio y su influencia en la Derecha Cristiana, Bruce Barron escribe,

En el contexto del esfuerzo evangélico Americano para penetrar y transformar la vida pública, la marca distintiva de un dominionista es un compromiso de elaborar y llevar a cabo un acercamiento para la construcción de la sociedad que de manera autoconsciente se define como exclusivamente cristiano,  y que depende específicamente del trabajo de los Cristianos, en lugar de una base de consenso más amplia.
Según Diamond, el concepto que define al dominionismo es "que solo los cristianos son bíblicamente mandados a ocupar todas las instituciones seculares hasta que Cristo regrese".  En 1989, Diamond declaró que este concepto "se ha convertido en la ideología unificadora central  de la Derecha Cristiana" (p. 138, cursivas en el original) en los Estados Unidos.  En 1995, ella lo llamó "predominante en la Derecha Cristiana".
El periodista Chip Berlet añadió en 1998 que, a pesar de que representan diferentes ideas teológicas y políticas, los dominionistas afirman un deber cristiano para tomar "el control de una sociedad secular pecadora".
En 2005, Clarkson enumeró las siguientes características compartidas por todas las formas de dominionismo:

1. Los dominionistas celebran el Nacionalismo Cristiano, que cree que los Estados Unidos volverá a ser, tal como lo fue una vez, una nación cristiana. De este modo, niegan las raíces de la democracia estadounidense en la Ilustración.

2. Los dominionistas promueven la supremacía religiosa, en la medida en que no suelen respetar la igualdad de otras religiones, o incluso otras versiones del Cristianismo.

3. Los dominionistas apoyan visiones teocráticas, en la medida en que estas crean que los Diez Mandamientos, o "la ley bíblica" debe ser el fundamento de la ley estadounidense, y que la Constitución de los EE.UU. debe ser vista como un vehículo para la aplicación de los principios bíblicos.

La ensayista Katherine Yurica comenzó a usar el término dominionismo  en sus artículos publicados en el año 2004, empezando con "El despojo de América", (11 de febrero de 2004),
Algunos autores que siguieron a Yurica en este uso incluyen al periodista Chris Hedges
Marion Maddox,
James Rudin,
Michelle Goldberg,
Kevin Phillips,
Sam Harris,
Ryan Lizza,
y el grupo TheocracyWatch.
Este grupo de autores ha aplicado el término a un espectro más amplio de personas que Diamond, Clarkson, y Berlet lo hicieran.

### Un panorama del dominionismo
Escritores como Chip Berlet
y Frederick Clarkson distinguen entre lo que ellos llaman dominionismo "duro" y "suave" . Tales comentaristas definen dominionismo "suave" a la creencia de que "Estados Unidos es una nación cristiana" y a la oposición separación entre iglesia y estado, mientras que el dominionismo "duro" se refiere a la Teología del Dominio y al Reconstruccionismo Cristiano.
Michelle Goldberg utiliza el término "Nacionalismo Cristiano" para el primer punto de vista, y Berlet y Clarkson han acordado que "los dominionistas suaves son Nacionalistas Cristianos". A diferencia de "dominionismo", la frase "nación cristiana" se encuentra frecuentemente en los escritos de los líderes de la Derecha Cristiana. Los defensores de esta idea (como David Barton y D. James Kennedy) argumentan que los Padres Fundadores de los Estados Unidos fueron mayormente cristianos, que los documentos constitutivos como la Declaración de Independencia y la Constitución se basan en principios cristianos, y que un carácter cristiano es fundamental para la cultura estadounidense. Citan, por ejemplo, el comentario de la Corte Suprema de Justicia de los EE. UU.  en 1892 que "esta [Estados Unidos] es una nación cristiana" después de mencionar numerosos argumentos históricos y jurídicos en apoyo de esta declaración.

## Crítica del término
Aquellos que son dominionistas etiquetados rara vez utilizan los términos "dominionista" y "dominionismo" para autodescribirse, y algunas personas han atacado el uso de tales palabras. El periodista Anthony Williams denunció que tal uso pretende "difamar al Partido Republicano como el partido de la Teocracia doméstica, los hechos son irrelevantes."
El periodista Stanley Kurtz lo llamó "tontería conspirativa", "paranoia política", y "culpabilidad por asociación",
y denunció "las caracterizaciones vagas" de Hedges que le permiten "pintar un cuadro altamente cuestionable de una misa cristiana "dominionista" virtualmente sin rostro y sin nombre".
Kurtz también se quejó de que se establezca relación entre cristianos evangélicos promedio y extremismos como el Reconstruccionismo Cristiano:

La noción de que los cristianos conservadores quieren restituir la esclavitud y gobernar por el genocidio no es sólo una locura, es muy peligrosa. La parte más inquietante de la historia de la portada de Harper  (la de Chris Hedges) fue el intento de vincular los conservadores cristianos con Hitler y el fascismo. Chris Hedges parece sugerir que, una vez que reconocemos la similitud entre cristianos conservadores y fascistas, podemos afrontar el mal cristiano dejando de lado "las viejas reglas de cortesía de la democracia." Teorías y visiones de una conspiración genocida tan salvaje son realmente excusas de la Izquierda para ignorar las normas de la democracia y derrotar a los cristianos conservadores por cualquier medio necesario.

Joe Carter de First Things,  escribe:

No existe ninguna "escuela de pensamiento" conocida como "dominionismo". El término fue acuñado en la década de 1980 por Diamond y nunca se utiliza fuera de los blogs liberales y sitios web. Ningún estudioso de renombre utiliza el término porque es un neologismo sin sentido que Diamond ha inventado para su disertación.

Jeremy Pierce, de First Things  acuñó la palabra "dominionismista" para describir a aquellos que promueven la idea de que hay una conspiración dominionista, escribiendo:

Me parece irresponsable englobar [a Rushdoony] junto con Francis Schaeffer y otros influenciados por él, especialmente teniendo en cuenta tantos casos registrados en los que Schaeffer se opone a puntos de vista del mismo tipo que Rushdoony desarrollara. De hecho, me parece un error de la misma magnitud que algunos de los propios sinsentido históricos de Rushdoony, considerar que exista un punto de vista llamado dominionismo y que, tanto el mismo Rushdoony como Schaeffer y James Dobson junto a toda una lista de personas, busquen tener Cristianos, y solo Cristianos, en todas las posiciones de influencia en la sociedad secular.

Lisa Miller de Newsweek  escribe que ""dominionismo" es el paranoico mot du jour"  (en referencia a "palabra del día" en francés) y que "algunos periodistas utilizan "dominador" en la forma en que algunas personas en Fox News utilizan la palabra "sharia."" Su novedad asusta a la gente, sin historia ni contexto la palabra crea una mentalidad de acoso en la que "nosotros" debe protegerse de "ellos"".
Ross Douthat del "New York Times" señaló que "muchas de las personas a las cuales Diamond y otros escritores describen como "dominionistas", debieran renunciar a esta etiqueta, muchas definiciones de dominionismo combinan teologías políticas cristianas muy diversas, y hay un vivo debate acerca de si el término es incluso útil en absoluto".
Otras críticas se han centrado en el uso adecuado del término. Berlet escribió que "sólo porque algunos críticos de la Derecha Cristiana han estirado el término "dominionismo" más allá de su punto de ruptura no significa que debamos abandonar tal término,"
y ha argumentado que, en lugar de etiquetar a los conservadores como extremistas, sería mejor "hablar con esta gente" e "involucrarlos".
Sara Diamond escribió que "la escritura de los "liberales" acerca de los planes para la toma de posesión de la Derecha Cristiana, en general, ha tomado la forma de teoría de conspiración", y argumentó que en su lugar se debe "analizar las formas sutiles" en que las ideas como el dominionismo "se afianzan dentro de los movimientos, y por qué ".

## Influencias en la derecha cristiana

### Abraham Kuyper y el "mandato cultural"
Una opinión común entre los cristianos evangélicos sostiene que la concesión de "dominio" en Génesis 1:28 incluye un "mandato cultural" para influenciar en todos los aspectos del mundo con los principios cristianos.
Contrariamente a la visión teocrática de la Teología del Dominio, este punto de vista llama a los cristianos simplemente a "honrar a Dios, mientras promueven la verdad y la misericordia y aplican los principios bíblicos a los asuntos de la vida". (p.252) Tal como está formulada por Abraham Kuyper (1837-1920), el teólogo holandés Reformado (llamado el padre del neo-calvinismo) y primer ministro de los Países Bajos, el punto de vista del "mandato cultural"  enseña que todo esfuerzo humano, sea de apariencia sacra o secular, es parte de la construcción del Reino de Dios. Kuyper aplica energéticamente los principios cristianos a los problemas seculares de su tiempo, vistos sus esfuerzos como la ampliación de la "gracia común" a todas las personas. Sin embargo, Kuyper rechazó firmemente la idea de que el "dominio" podría tomarse en el sentido de una dominación de los cristianos sobre los demás.
Kuyper se ubica como uno de los fundadores del movimiento Demócrata-Cristiano, que sigue siendo una importante influencia política en algunas partes de Europa, América Latina y otros lugares.

### Francis Schaeffer
El trabajo del filósofo cristiano Francis Schaeffer (1912-1984) proporcionan un sustento importante para el surgimiento de la Derecha Religiosa moderna. Schaeffer, un seguidor del sistema de Kuyper del neo-calvinismo, había fundado L'Abri, una comunidad cristiana y centro de estudios en Suiza, en 1955. Allí recibió a cristianos evangélicos y otras personas de muchas partes del mundo estimulándoles a que no sólo era bueno, sino importante para los cristianos, el participar intelectualmente y beneficiarse de la tradición cultural occidental (o bien, pensamiento secular) del arte, la literatura, la filosofía y similares.
En la década de 1970 Schaeffer comenzó a viajar más a menudo a su país natal, Estados Unidos, donde vio la necesidad de alertar contra lo que él consideraba la decadencia cultural de la sociedad estadounidense. Su serie de libros, películas y conferencias tituladas Lo que Sucedió a la Raza Humana?, en coautoría con C. Everett Koop, recorrió los colegios e iglesias cristianas en la década de 1980. Paneles de expertos en ética y académicos presentaron las películas, contestando a las preguntas del público y dando la alarma de que, por la falta de atención cristiana, la Civilización Occidental había soltado sus amarras judéo-cristianas, quedando a la deriva en una "era post-cristiana", bajo la influencia de una religión civil secular que Schaeffer llamó "humanismo secular". El hito de la decisión de la Corte Suprema de EE. UU. sobre el caso Roe vs Wade,  en 1973 sirvió a Schaeffer como retrato icónico de la radical depreciación de la vida humana, la cual predijo que acompañaría este cambio cultural, produciendo una cultura cada vez más inclinada a la autodestrucción. [cita requerida] En su opúsculo Un Manifiesto Cristiano,
llamó a los cristianos a resistir a estas influencias directamente en la esfera pública, por medios tales como la desobediencia civil.
Aunque los intereses de Schaeffer fueron principalmente cultural y filosófico, su doctrina de compromiso con la esfera pública influenció a un amplio espectro de conservadores teológicos incluyendo a Jerry Falwell, Tim LaHaye, John W. Whitehead, entre otros. Algunos de ellos fundaron organizaciones políticas y jurídicas que encendieron lo que se conoce como la guerra de la cultura.

### Rushdoony y el Reconstruccionismo Cristiano
Rousas John Rushdoony (1916-2001) fue el fundador intelectual de dicha ideología, una forma postmilenial de la Teología del Dominio teocrático. La mayoría de la principal corriente cristiana rechaza las visiones de Rushdoony y otras formas de la Teología de Dominio como algo bastante radical.
Según Rushdoony y otros reconstruccionistas incluyendo a Gary North y Greg Bahnsen, la idea del dominio extraído de Génesis 1:28 implicaba una teonomía ("gobierno de la ley de Dios"), lo que requeriría que todos los ciudadanos observaran la forma estricta del Cristianismo Reconstruccionista, y que castigaría los pecados morales, que van desde la blasfemia a la homosexualidad, con la muerte. Rushdoony escribió que "el hombre es llamado a crear la sociedad que Dios requiere" "trayendo todas las cosas bajo el dominio de Cristo el Rey". Una influencia significativa en Rushdoony y los teonomistas proviene de filósofos y teólogos calvinistas, incluyendo el presuposicionalismo de Cornelius Van Til (1895-1987), aunque Van Til mismo negó cualquier relación de su trabajo con movimientos políticos.
En lo que respecta a la influencia del Reconstruccionismo en la derecha cristiana más amplia, el sociólogo y profesor de religión William Martin escribió:

Es difícil evaluar con cierta precisión la influencia del pensamiento reconstruccionista. Debido a que es tan genuinamente radical, la mayoría de los líderes de la derecha religiosa tiene cuidado de distanciarse de él. Al mismo tiempo, está claro que tiene un cierto atractivo para muchos de ellos. Alguien, sin duda, habló en nombre de los demás cuando confesó: "A pesar de que escondemos sus libros debajo de la cama, de todas formas los leemos". Además, varios líderes clave han reconocido una deuda intelectual con los teonomistas. Jerry Falwell y D. James Kennedy han avalado los libros reconstruccionistas. Rushdoony ha aparecido en programas de televisión de Kennedy y en el Club 700 en varias ocasiones. Pat Robertson, hace uso frecuente del "lenguaje del dominio" y su libro El Reino Secreto,  ha sido a menudo citado por sus elementos de teonomía, también los pluralistas se sintieron incómodos cuando, durante su campaña presidencial, dijo que "sólo traería a Cristianos y Judios al gobierno" así como cuando escribió más tarde: " Nunca habrá paz en el mundo hasta que, a la casa de Dios y al pueblo de Dios, se les de el lugar de liderazgo que les corresponde en la cima del mundo". También Jay Grimstead, quien lidera la Coalición para el Avivamiento, que aglutina a reconstruccionistas y evangélicos de la corriente principal, ha dicho: "Yo no me autonombro un Reconstruccionista", pero "Muchos de nosotros se están dando cuenta de que la Biblia es la norma de Dios sobre moralidad... en todos los puntos de la historia... y para todas las sociedades, cristianos y no cristianos por igual... Sucede que Rushdoony, Bahnsen, y el North entendieron esto de inmediato." Y añadió: "Hay muchos de entre nosotros flotando alrededor del liderazgo cristiano -James Kennedy es uno de ellos- quienes no andamos todo el camino con el asunto teonómico, sino que queremos reconstruir Estados Unidos basados en la Biblia (p. 354)

Jeremy Pierce señaló que muchos cristianos conservadores han sido atraídos por algunas de las ideas de Rushdoony, tales como que los Estados Unidos fue fundado como una nación cristiana, "sin necesidad de comprar el proyecto teonomista en su conjunto".

### Schaeffer y Rushdoony
Varios autores se refieren a Francis Schaeffer como un dominionista, y argumentan que el trabajo de Rushdoony influyó sobre su mayor activismo político a mediados de la década de 1970.
Sin embargo, Irving Hexham, el sociólogo canadiense de la religión, se pregunta si los académicos han distinguido adecuadamente los puntos de vista de Schaeffer y de la teonomía, en tanto que describen a ambos como "dominionismo".
Schaeffer nunca se describió a sí mismo como un teonomista, y rechazó explícitamente la teocracia en Un Manifiesto cristiano, escribiendo que "no hay ninguna base en el Nuevo Testamento para una vinculación de la Iglesia y el Estado hasta que Cristo, el Rey, regrese".
Jeremy Pierce, observando que "la principal influencia de Schaeffer en el mundo evangélico es en oposición al anti-intelectualismo y un llamado a los evangélicos a pensar a través de su visión del mundo y de las visiones del mundo de quienes los rodean", y que el legado de Schaeffer de "llevar a los evangélicos a preocuparse por la teología, la filosofía, y el esfuerzo intelectual" generalmente se considera más importante que su trabajo político; lo llevó además a señalar que Schaeffer ha rechazado de manera explícita los puntos de vista teonomistas de Rushdoony. Ross Douthat añade que "parece bastante extraño describir a un escritor que se sale de su camino de crítica al "Asentamiento Constantino", como un partidario del "dominio" cristiano sobre la vida pública".
En un diálogo con Jeff Sharlet (quien había llamado a Schaeffer "el estudiante de Rushdoony más influyente"
y quien procedió a vincular con Rushdoony a otros de los influenciados por Schaeffer incluyendo a LaHaye, Charles Colson, y Randall Terry), Alan Jacobs señaló que la carrera de Schaeffer era significativamente anterior a la de Rushdoony, y que Schaeffer es más que todo importante por sus reflexiones culturales, que no tienen nada que ver con la Teología del Dominio. Jacobs también argumentó que Schaeffer no podía ser llamado "estudiante" de Rushdoony en el tenue sentido de que él leyó sus obras muy tarde en su carrera y estuvo de acuerdo con algunas de sus ideas (sobre todo en Un Manifiesto Cristiano) de Schaeffer, y que sus desacuerdos sobre cuestiones fundamentales superaban con creces la sinergia entre ellos.